# 몽골어의 문자 체계

몽골 문자로 쓴 ‘몽골’.

몽골어의 문자 체계는 역사적으로 네 종류가 있다.

## 파스파 문자
파스파 문자는 13세기에 몽골어 등 원나라의 각종 언어 표기에 이용하려고 제정한 표음 문자로, 위에서 아래로 세로로 쓴다. 현재는 쓰지 않는다.

## 전통 몽골 문자
전통 몽골 문자는 12세기에서 13세기 사이쯤에 위구르 문자를 바탕으로 하는 문자이다. 이는 세로쓰기를 하는 현존 문자 가운데 유일하게 줄을 왼쪽에서 오른쪽으로 바꾸는 글자다.
현재 내몽골에서만 중국한자와 함께 쓰며, 어웡키어를 기록하는 데에도 쓴다. 몽골인민공화국에서도 민주화 및 민족주의의 영향으로 1994년부터 초등학교부터 몽골 문자 교육을 실시하는 등 이 문자의 사용을 장려했다. 하지만 세로쓰기 문자로 전산화에 불리한 점과 문자와 발음의 관계가 키릴 문자만큼 규칙적이지 않은 점, 국민들이 키릴 문자 사용에 이미 익숙해져 있는 점 등으로 보급은 성공하지 못했다. 만주어를 표기하는 만주 문자는 몽골문자를 변형한 것이며, 만주족의 일파로 생각되는 시버족은 시버 문자라는 파생 문자를 현재도 사용한다.

## 소욤보 문자
소욤보 문자는 17세기 말과 18세기 초에 몽골의 소승불교 승려들이 만들었다. 현재 몽골 국기에 소욤보 문자로 장식했다. 현재는 쓰지 않는다.

## 키릴 문자
1924년 몽골에서 공산주의 혁명이 일어난 뒤로 키릴 문자를 쓰기 시작했다. 몽골에서 쓰는 키릴 문자는 러시아 문자에 Өө와 Үү 두 개의 기호를 추가했다. 비록 전통적인 몽골 문자를 복원하려는 노력을 소련 붕괴 이후 시작했지만 키릴 문자의 간편성으로 몽골에서 몽골어를 대개 키릴 문자로 기록한다. 문서 전산화와 인쇄, 대중매체 활용면에서 키릴문자가 우수하므로 쉽게 바꾸기 어렵다. 
몽골 대통령 공식 사이트에 키릴문자와 전통 몽골문자로 안내를 하나 상징적인 의미가 크다.

## 같이 보기
- 몽골 이름